# Назарово (Абатський район)
Наза́рово (рос. Назарово) — село у складі Абатського району Тюменської області, Росія.
Населення — 268 осіб (2010, 386 у 2002).
Національний склад станом на 2002 рік:
- росіяни — 90 %